# 이원덕
이원덕(영어: Lee Wonduk, 1951년 ~ )는 한국노동연구원 원장을 역임한 대한민국의 학자, 공무원이다.

## 학력
- 1970년 : 경북고등학교
- 1975년 : 서울대학교 경영학 학사
- 1979년 : 서울대학교 대학원 경영학 석사
- 1987년 : 보스턴 대학교 대학원 박사

## 경력
- 1980년 8월 : 충남대학교 경제학과 부교수
- 1988년 8월 : 한국노동연구원 동향분석실장, 부원장
- 1990년 1월 : 노동부 장관 자문관
- 1996년 5월 : 대통령 자문기구노사관계개혁위원회 수석전문위원
- 2003년 7월 : 한국노사관계학회 회장
- 2000년 10월 : 대통령 자문기구교육인적자원정책위원회 위원
- 2004년 3월 : 대통령 자문기구고령화및미래사회위원회 위원
- 2000년 6월 : 한국노동연구원 원장
- 2004년 5월 : 대통령비서실 사회정책수석비서관
- 2006년 5월 : 경원대학교 석좌교수
- 2006년 9월 ~ 2008년 6월 : 제4대 한국직업능력개발원 원장
- 2008년 ~ : 삼성경제연구소 고문
- ~ 2013년 : 사회통합위원회 계층분과위원회 위원장